# Osvaldo Arroyo
Osvaldo Gabriel Arroyo (Santa Fe, 27 febbraio 1995) è un calciatore argentino, difensore del Colón (SJ).

## Caratteristiche tecniche
È un terzino sinistro.

## Carriera
Cresciuto nelle giovanili del Colón, esordisce in prima squadra il 12 luglio 2015 disputando da titolare il match pareggiato 0-0 contro il Nueva Chicago.